# Гишен (Иль и Вилен)
Гишен (фр. Guichen) — коммуна на северо-западе Франции, находится в регионе Бретань, департамент Иль и Вилен, округ Редон, центр одноимённого кантона. Расположена в 21 км к юго-западу от Ренна, в 9 км от национальной автомагистрали N137. В 3 км от центра коммуны находится железнодорожная станция Лайе линии Ренн-Редон.
Население (2018) — 8 646 человек. 

## Достопримечательности
- Церковь Святого Мартина XVII века
- Небольшие шато XIV-XVII веков

## Экономика
Структура занятости населения:
- сельское хозяйство — 2,2 %
- промышленность — 21,9 %
- строительство — 4,9 %
- торговля, транспорт и сфера услуг — 43,6 %
- государственные и муниципальные службы — 27,3 %

Уровень безработицы (2018) — 9,1 % (Франция в целом —  13,4 %, департамент Иль и Вилен — 10,4 %). 

Среднегодовой доход на 1 человека, евро (2018) — 23 540 (Франция в целом — 21 730, департамент Иль и Вилен — 22 230).

## Демография
Динамика численности населения, чел.

## Администрация
Пост мэра Гишена с 2020 года занимает Доминик Деламар (Dominique Delamarre). На муниципальных выборах 2020 года возглавляемый им независимый список победил в 1-м туре, получив 51,41 % голосов.
| Период | Период | Фамилия         | Партия                                       | Примечания |
| ------ | ------ | --------------- | -------------------------------------------- | ---------- |
| 1958   | 1983   | Шарль Готье     | Разные правые                                | фармацевт  |
| 1983   | 2020   | Жоэль Сьеллер   | Союз за французскую демократию Разные правые | инженер    |
| 2020   |        | Доминик Деламар | Разные правые                                |            |

## Города-побратимы
- Скеррис, Ирландия
- Вильяфранка-де-лос-Баррос, Испания
- Милевско, Чехия

## Галерея

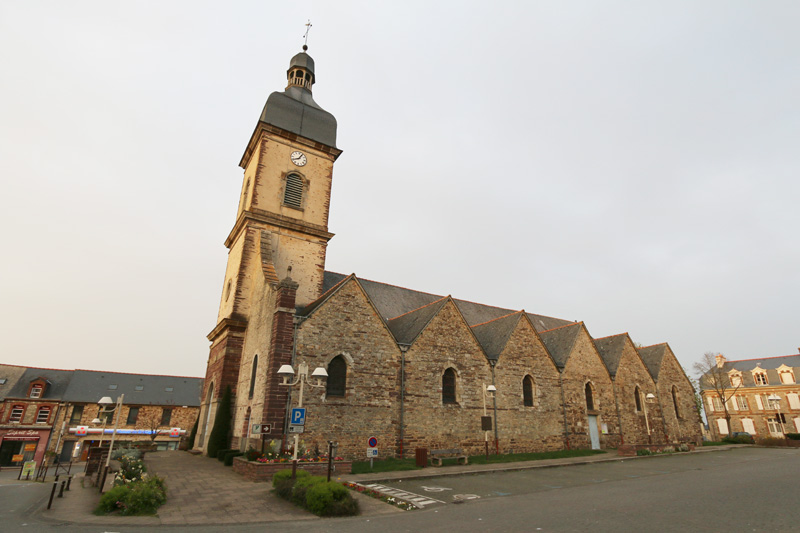
Церковь Святого Мартина
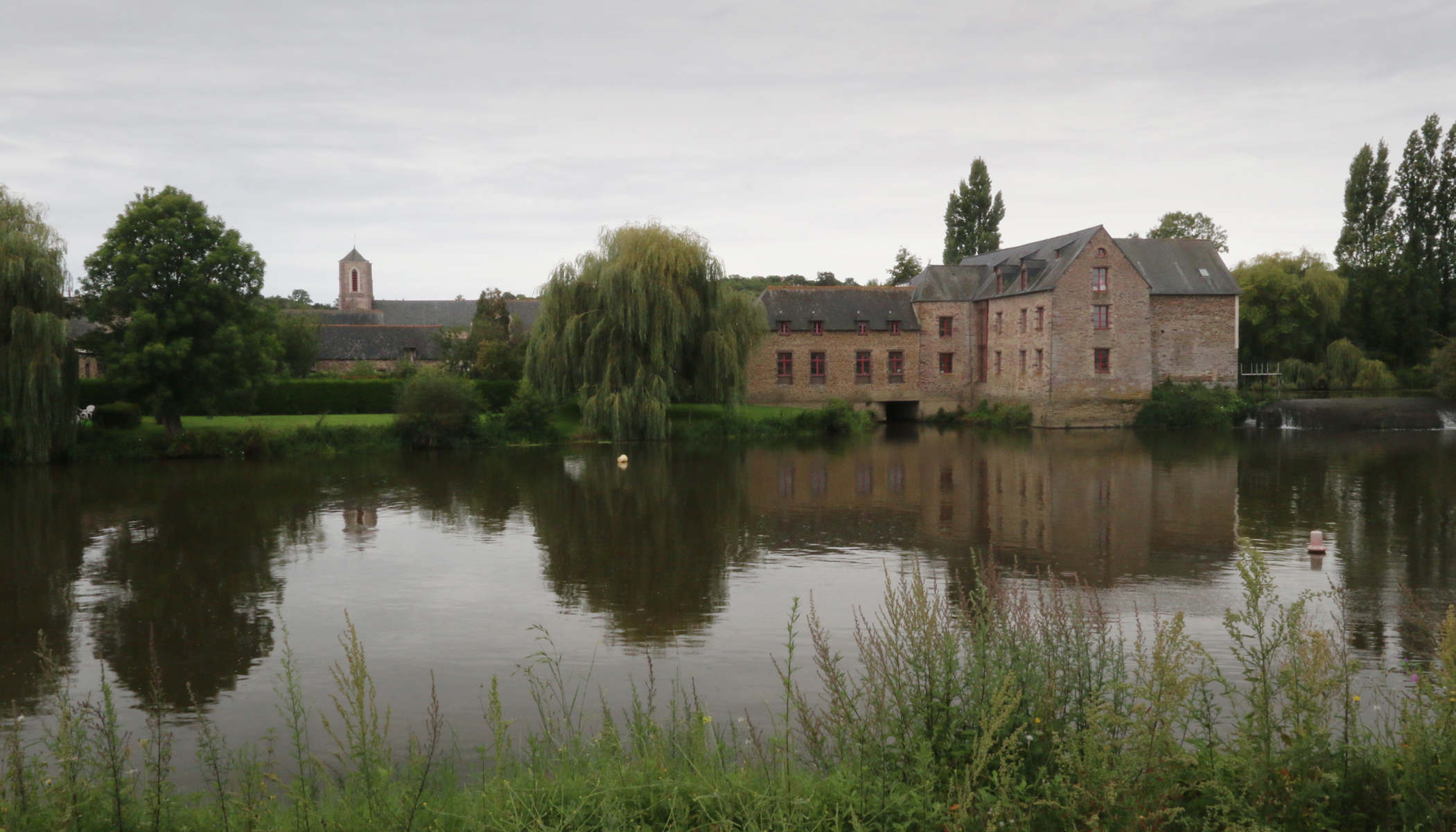
Водяная мельница Пон-Реан